# ナスタポカ諸島弧

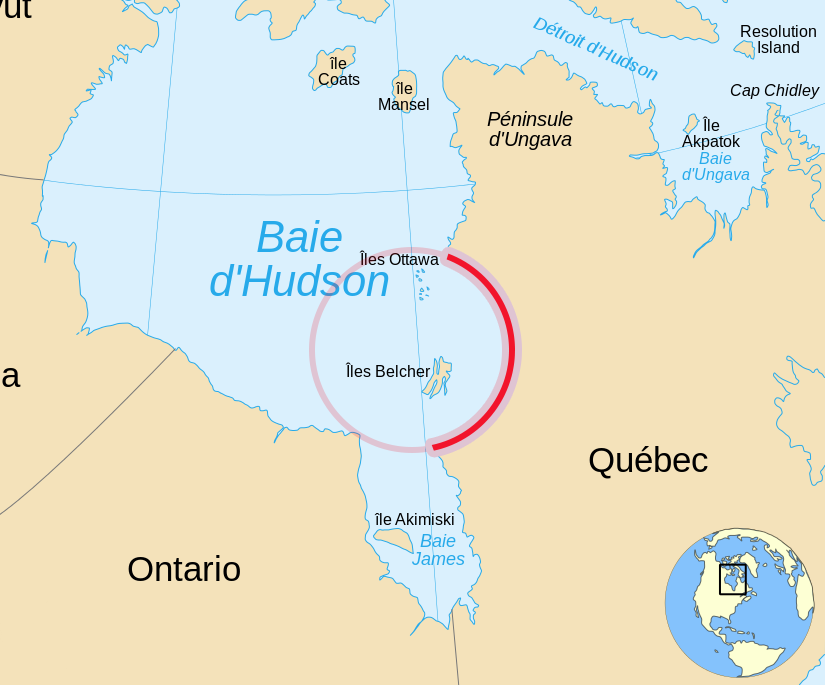
ナスタポカ諸島弧

ナスタポカ諸島弧はカナダのハドソン湾南東にあるほぼ真円状の海岸線。かつては隕石孔と考えられたが、その確証は得られていない。